# بریتنی اسپیرز زنده: تور زن افسونگر
بریتنی اسپیرز زنده: تور زن افسونگر (انگلیسی: Britney Spears Live: The Femme Fatale Tour) کنسرت فیلم رسمی خواننده آمریکایی بریتنی اسپیرز می باشد که به صورت مستند در ۱۳ و ۱۴ اوت ۲۰۱۱ در ایر کانادا سنتر در تورنتو فیلم برداری شد و به صورت دو بعدی و فیلم سه‌بعدی در شبکه Epix منتشر شد. نیکی میناژ در این کنسرت به صورت مهمان حضور داشت.